# Gavan Holohan
Gavan Holohan (Kilkenny, 15 dicembre 1991) è un calciatore irlandese, centrocampista del Crawley Town.

## Carriera
Ha giocato nelle giovanili di Kilkenny City (club della sua città natale) ed Hull City (con cui nella stagione 2010-2011 fa anche una fugace apparizione in prima squadra, restando in panchina nell'incontro di FA Cup dell'8 gennaio 2011 perso per 3-2 in casa contro il Wigan), per poi trascorrere la stagione 2012-2013 con i semiprofessionisti inglesi dell'Alfreton Town; successivamente dall'estate del 2013 al gennaio del 2019 ha giocato ininterrottamente nella prima divisione irlandese, vestendo nell'ordine le maglie di Drogheda Utd, Cork City (con cui nel 2016 vince anche una Coppa d'Irlanda ed una Supercoppa d'Irlanda e con cui gioca 2 partite nei turni preliminari della UEFA Europa League 2016-2017), Galway Utd e Waterford, per un totale complessivo di 136 presenze e 20 reti in questo campionato. Trascorre quindi due stagioni e mezzo nella quinta divisione inglese (in cui vince anche la finale play-off, con conseguente promozione in quarta divisione, nella stagione 2020-2021) con l'Hartlepool Utd, con cui poi gioca anche per mezza stagione in quarta divisione, per poi scendere nuovamente in quinta divisione al Grimsby Town, con cui nella stagione 2021-2022 vince per il secondo anno di fila la finale play-off di questa categoria, trascorrendo poi sempre con i Mariners anche le due successive stagioni, entrambe nella quarta divisione inglese.

## Palmarès

### Club

#### Competizioni nazionali
- Coppa d'Irlanda: 1

Cork City: 2016
- Supercoppa d'Irlanda: 1

Cork City: 2016